# Jonatan Cerrada

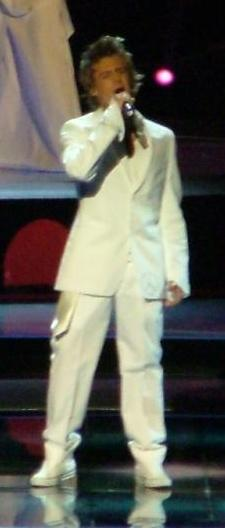
Jonatan Cerrada tijdens een repetitie op het Eurovisiesongfestival 2004 in Istanboel

Jonatan Cerrada (Luik, 12 september 1985) is een Belgische zanger die bekend is in België, Frankrijk en Spanje.

## Levensloop
Jonatan Cerrada groeide op in Ans nabij Luik uit een Spaans gezin met vijf kinderen. Op 8-jarige leeftijd ging hij naar de Opéra Royal de Wallonie waar hij tot zijn veertiende jaar verbleef.
In 2003 won Cerrada de eerste editie van A La Recherche De La Nouvelle Star, de Franse versie van Pop Idol. Zijn in september van dat jaar uitgebrachte debuutalbum Siempre 23 was erg succesvol in Frankrijk en België.
In mei 2004 vertegenwoordigde hij Frankrijk op het Eurovisiesongfestival 2004 met de ballade A chaque pas. Als vertegenwoordiger van een van de vier zgn. "grote landen" was hij automatisch gekwalificeerd voor de finale. In de finale behaalde hij de vijftiende plaats in een deelnemersveld van 24 kandidaten, met 40 punten.
Cerrada speelde een gastrol in vier afleveringen van de Spaanse comedy-/dramareeks Un, dos, tres, die in 2002-2004 in Spanje werd uitgezonden op Antena 3. Later werd de serie ook in Frankrijk en Franstalig België uitgezonden in een gedubde versie. Jonatan sprak ook de Franse versie in. Hierna bracht hij nog een album en enkele singles uit.
In november 2014 kondigde Jonatan Cerrada aan zijn muzikale carrière te beëindigen, dit na de tragische dood van zijn oudere broer Julien in mei 2014.

## Albums
- Siempre 23, 15 september 2003
- La Preuve Du Contraire, 13 juni 2005

## Singles
- Je Voulais Te Dire Que Je T'Attends, juli 2003.
- Rien Ne Me Changera, oktober 2003.
- A Chaque Pas, maart 2004.
- Mon Paradis, niet uitgebracht
- Libre Comme L'Air, september 2005.
- Ne M'en Veux Pas, april 2006.